# Морський Супермен (Губка Боб)
Морський Супермен і Очкарик (англ. Mermaid Man and Barnacle Boy, також трапляються такі переклади як Людина-Русалка і Хлопчик-Молюск і Морський Герой і Прилипала) - одні з персонажів американського мультсеріалу «Губка Боб Квадратні Штани». Вони є двома літніми супергероями, які живуть у будинку для літніх людей і є зірками улюбленого телевізійного шоу Губки Боба і Патріка. Були придумані морським біологом і художником-мультиплікатором Стівеном Гілленбергом, а озвучені Ернестом Боргнайном і Тімом Конуеєм.

## Роль у мультсеріалі «Губка Боб Квадратні Штани»
Морський Супермен і Очкарик - два літніх супергероя, що живуть у вигаданому місті Бікіні Боттом. Вони - єдині відомі люди в мультсеріалі, які можуть дихати під водою і взаємодіяти з мешканцями Бікіні Боттом. На додаток до боротьби зі злочинністю, дует широко франшизований по всьому Бікіні Боттом, з огляду на телесеріал «“”“Пригоди Морського Супермена і Очкарика”“”“”'», тривалу серію коміксів, колекційні картки та навіть дитячу їжу в «Красті Краб». Нині вони проживають у будинку для літніх людей «“”“Тінисті мілини”“”» (англ. Shady Shoals Retirement Home), але потім вийшли з пенсії й перебралися назад до свого таємного штабу завдяки своїм двом шанувальникам, Губці Бобу і Патріку.
Морський Супермен зображується як типовий старий із старечим маразмом, що страждає від поганого слуху, ожиріння і легкої втрати пам'яті.

### Озвучування
Морський Супермен і Очкарик були озвучені акторами Ернестом Боргнайном і Тімом Конуеем, які разом брали участь у телесеріалі 60-х «“”Флот Макгейла]“”». Творець мультсеріалу Стівен Гілленберг назвав гостьові виступи акторів «дуже фантастичними». За словами керівника кастингу Дженні Моніки Гаммонд, Гілленберг і Дерек Драймон, ранній режисер мультсеріалу, вже вирішили, що вони хочуть дати Боргнайну і Конуею роль супергероїв, з огляду на їхню любов до «Флоту МакГейла». Стів і Дерек звернулися до акторів, і двійця відразу погодилася.